# ГЕС Мюррей 1
ГЕС Мюррей 1 — гідроелектростанція на південному сході Австралії. Знаходячись між ГЕС Guthega та ГЕС Мюррей 2, входить до складу гілки Сноуі-Мюррей гідровузла Snowy Mountains Scheme, живлячись при цьому ресурсом зі сточищ Мюррею (басейн Великої Австралійської затоки Індійського океану) та Сноуі-Рівер (тече до Бассової протоки). Станом на другу половину 2010-х років друга за потужністю ГЕС країни, яка поступається лише ГЕС-ГАЕС Тумут 3 зі складу того ж гідровузла (хоча й іншої його гілки).
Гідровузол, до складу якого входить станція Мюррей 1, спорудили в межах Сніжних гір (частина Австралійських Альп, які формують південно-східне завершення Австралійського континенту). Їх обернений на північний захід схил дренується річками, зокрема Маррамбіджі (права притока Мюррею) та Гегі (Geehi, права притока Swampy Plain River, іншого правого допливу Мюррею), тоді як протилежний, південно-східний, схил вміщує сточище Сноуі-Рівер. Збір ресурсу з цих річок для роботи гілки Сноуі-Мюррей забезпечується цілим рядом водосховищ та тунелів.
Найвищим пунктом дериваційної системи є сховище Тантангара у верхів'ї Маррамбіджі. Цю водойму з об'ємом 254 млн м3 утримує бетонна гравітаційна гребля висотою 45 метрів та довжиною 216 метрів, яка потребувала 74 тис. м3 матеріалу. Ресурс з Тантанагра по тунелю довжиною 16,6 км з діаметром 3,65 метра перекидається на південний захід до сточища Сноуі-Рівер, де на її лівій притоці Eucumbene працює головний резервуар всього гідровузла Snowy Mountains Scheme. Він створений за допомогою земляної споруди висотою 117 метрів та довжиною 579 метрів, що потребувала 6,7 млн м3 матеріалу та утримує 4,8 млрд м3 води.
Важливою особливістю сховища Eucumbene є те, що ресурс звідси може спрямовуватись одразу на дві гілки гідровузла — північну Сноуі-Тумут (ГЕС Тумут 1 та інші) і західну Сноуі-Мюррей. В останньому випадку прокладено тунель довжиною 23,5 км з діаметром 6,7 метра, який прямує далі на південний захід та виводить до греблі Island Band — бетонної гравітаційної споруди висотою 49 метрів та довжиною 146 метрів, яка потребувала 60 тис. м3 матеріалу та перекрила Сноуі нижче за вихід води, відпрацьованої на ГЕС Guthega (використовує ресурс з верхів'я самої Сноуі).
До сховища Island Band (його місткість, до речі, доволі невелика та складає лише 3 млн м3) з південного сходу подається вода від греблі Jindabyne, яка перекриває Сноуї ще нижче по течії. Ця кам'яно-накидна споруда висотою 72 метри та довжиною 335 метрів потребувала 0,88 млн м3 матеріалу та утримує великий резервуар з об'ємом 690 млн м3. Для подачі з нього води у розташоване вище сховище Island Band працює насосна станція Jindabyne обладнана двома агрегатами, які здатні перекачувати 12,7 м3/с — один з потужністю 25,4 МВт провадить підйом на 189 метрів, а другий з показником 6,7 МВт підкачує воду на 49 метрів. Транспортування ресурсу між Jindabyne та Island Band здійснюється по тунелю довжиною 9,8 км з діаметром 4,3 метра. Можливо також відзначити, що з 2009 року при греблі Jindabyne працює мала ГЕС потужністю 1 МВт, яка живиться невеличкою частиною ресурсу, що випускають для підтримки природної течії річки Сноуі.
Вода, зібрана у Island Band з трьох напрямків (Маррамбіджі-Eucumbene, Jindabyne та ГЕС Guthega), далі подається у тунель довжиною 14,5 км з діаметром 6,7 метра, який прямує на захід під водорозділом між сточищами Сноуі та Мюррею і виводить в долину згаданої вище річки Гегі. Тут звели кам'яно-накидну греблю висотою 94 метри та довжиною 265 метрів, яка потребувала 1,4 млн м3 матеріалу та утримує резервуар з об'ємом 21 млн м3.
Від Гегі далі на захід тягнеться підвідний тунель станції Мюррей 1 довжиною 11,8 км з діаметром 7 метрів, котрий виводить до машинного залу, облаштованого на березі Khancoban Back Creek (інші права притока Swampy Plain River, яка впадає в останню нижче за Гегі).
Основне обладнання станції становлять десять турбін типу Френсіс потужністю по 95 МВт, які працюють при напорі у 460 метрів.
Відпрацьована вода відводиться у створений на Khancoban Back Creek нижній балансуючий резервуар Murray 2 Pondage, звідки спрямовується на ГЕС Мюррей 2.